# پلنگ‌شکن
پلنگ‌شکن یکی از فنون کشتی آزاد است. این فن در ظاهر ساده به نظر می‌آید ولی برای اجرا احتیاج به تجربه بالایی می‌خواهد. در فن پلنگ شکن، کشتی‌گیر، حریف را به سمت خویش کشیده و با توانایی دست و حرکت پا او را از پشت به روی تشک می‌اندازد. حالا در صورتی که حریف از آمادگی کافی برخوردار باشد، می‌تواند انعطلاف پذیری به خرج داده و در حالت خاک قرار بگیرد وگرنه ضربه فنی خواهد شد.